# Crambe feuilleei
Crambe feuilleei är en korsblommig växtart som beskrevs av A. Santos. Crambe feuilleei ingår i släktet krambar, och familjen korsblommiga växter. Inga underarter finns listade i Catalogue of Life.